# Mehdi Akhrif
Mehdi Akhrif (Asilah, 1948) és un escriptor i traductor marroquí en àrab.
Va estudiar a l'Escola Superior de Mestres de Fes i el 1972 es va llicenciar en llengua àrab. El 1964 va començar a escriure poesia, que va començar a publicar el 1967. Treballa com a professor d'ensenyament secundari a Asilah i és membre de la Unió d'Escriptors del Marroc, de la junta directiva de la Casa de la Poesia del Marroc, i director del Festival Internacional de Poesia de Casablanca. Ha traduït a l'àrab obres d'autors en castellà, com Octavio Paz i Antonio Gamoneda, i en portuguès com Fernando Pessoa. En 2011 va rebre el Premi Tchicaya U Tam'si de Poesia Africana ex aequo amb l'escriptora senegalesa Fama Diagne Sène.

## Obra
- Fi-th-thulth al-khali min al-bayyad (En el terç buit del blanc, 2002)
- Dawdà nabx fi-hawaixi al-fajr (El soroll d'una excavació al límit de l'alba, 1998)
- Qabr Hílin (La tomba d'Helen, 1998)
- Xams ula (Sol primitiu, 1995)
- Tarànim li-taslíyyat al-bahr (Cançons per distreure la mar, 1992)
- Màlik al-hazín (La garsa, 1989)
- Màqbarat al-yahud (El cementiri dels jueus, 1989);
- Maqati min ixq budaí (Fragments d'una passió primitiva, 1984);
- Bab al-bahr (La porta del mar, 1983)
- Russum al-Furtakh ala aswar Assila (Dibuixos d'al-Furtakh als murs d'Asilah).